# Grand pont suspendu
Pour les articles homonymes, voir Grand Pont.
Le grand pont suspendu est un ancien pont suspendu routier sur la Sarine, situé à Fribourg, en Suisse. Lors de son inauguration en 1834, il est devenu, pour un temps, le plus long pont suspendu du monde, ainsi que l’un des premiers à utiliser des câbles en fil de fer au lieu de chaînes. Il a été détruit en 1923 pour faire place au pont de Zaehringen.

## Histoire
L'idée d'un pont supplémentaire traversant la Sarine sur le territoire de la ville de Fribourg, en aval des trois ponts de la Basse-ville, date de 1826, lorsqu'un ingénieur tessinois présente un projet pour un pont en pierre qui ne sera pas réalisé faute de moyens.
L'ingénieur français Joseph Chaley, mandaté pour la réalisation de ce pont, s'était réservé dans son contrat le choix entre un pont suspendu avec une pile intermédiaire et un pont à une seule travée. Il choisit la seconde solution « contre le vœu du public fribourgeois et des actionnaires », permettant ainsi une importante économie et un gain de temps dans les travaux qui démarrent en mars 1832 et se terminent par la fixation des câbles le 13 août 1834.
À son inauguration, le 19 octobre 1834, ce pont est le plus long pont suspendu du monde. Le record était précédemment détenu par le pont du Menai au Pays de Galles avec 167 mètres.
Démoli en 1923, le grand pont suspendu est remplacé l'année suivante par le pont de Zaehringen, nommé ainsi en référence à la famille de Zähringen qui fonda la ville en 1157.